# The end.
«The end.» es la primera pista del álbum The Black Parade de My Chemical Romance. La banda habla sobre la canción «The end.» en el principio de la exclusiva canción «My Chemical Romance welcomes you to the Black Parade» que está disponible en iTunes, en el álbum Welcome to the Black Parade - EP. La canción «Five years» de David Bowie sirvió como base para escribirla.

## Recepción de la crítica
Clark Collis, de Entertainment Weekly, dijo que «The end.» es «una excelente reimaginación de la canción “In the flesh?” de The wall».